# 홍콩 부르스
"홍콩 부르스"는 한국에서 제작된 신경균 감독의 1971년 영화이다. 박노식 등이 주연으로 출연하였고 박원석 등이 제작에 참여하였다.

## 출연

### 주연
- 박노식
- 장동휘